# Доломитовые Альпы
Доломи́товые А́льпы (итал. Dolomiti, нем. Dolomiten) — горный массив в Восточных Альпах, входят в систему Южных Известняковых Альп. Массив располагается в северо-восточной части Италии на территории провинций Беллуно, Больцано, Порденоне, Тренто и Удине. Массив ограничен долинами рек: Изарко (северо-запад), Пустерия (север), Пьяве (восток и юго-восток), Брента (юго-запад) и Адидже (запад). Протяжённость системы составляет около 150 км, высшая точка — гора Мармолада (3342 м).
В 2009 году Доломитовые Альпы были включены в список Всемирного наследия ЮНЕСКО по критериям VII и VIII.

## Геоморфология

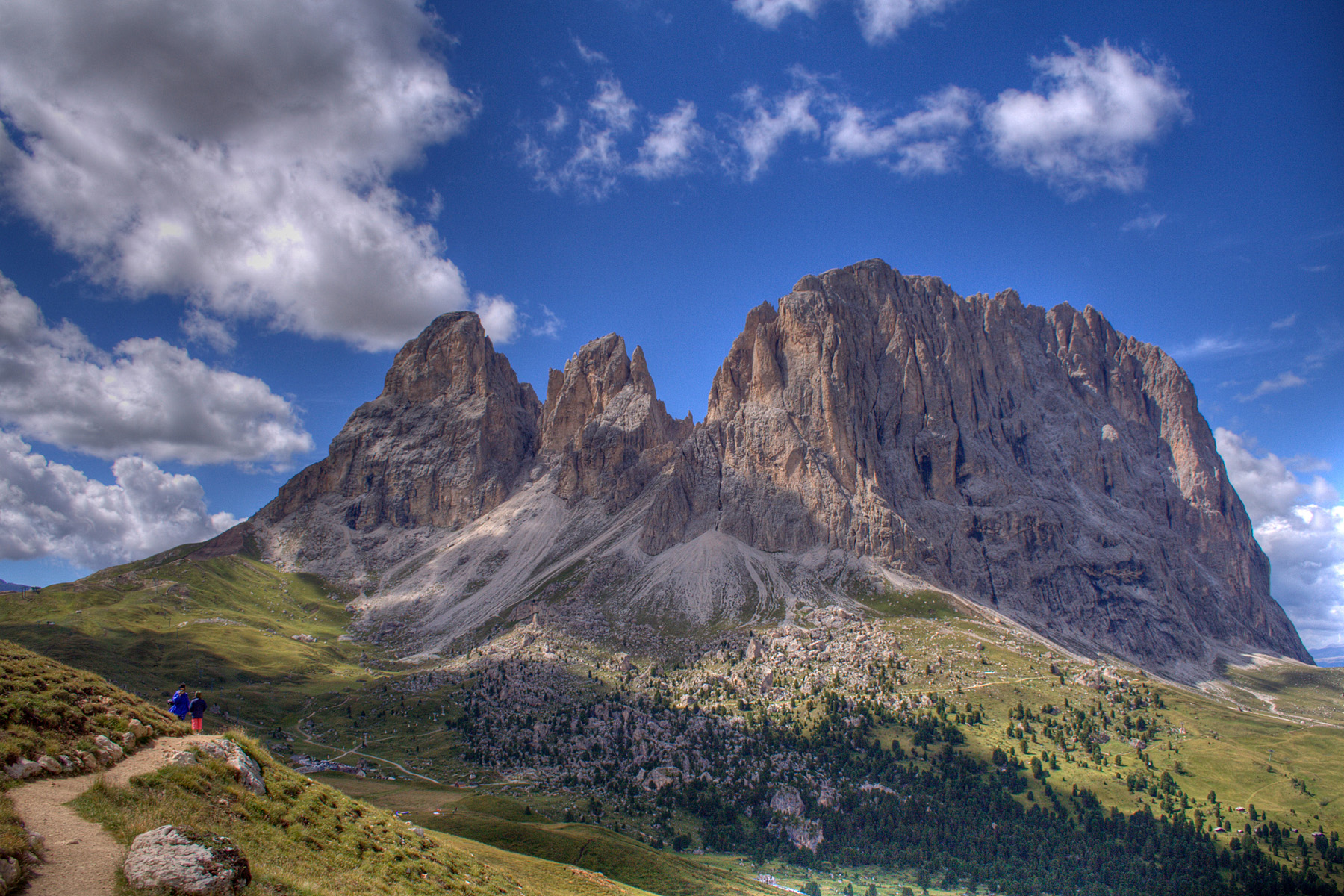
Массив Сассолунго.

Название Доломитовых Альп и характерной для них породы (доломита) произошло от фамилии французского геолога XVIII века Деода де Доломьё, который провёл первое научное исследование района. Горы сложены в основном доломитами и известняками, относятся к Альпийской складчатости. Массив покрывает площадь 15,9 тыс. км² и включает в себя 18 пиков высотой более 3 тыс. м. Процессы эрозии создали ландшафты с вертикальными обрывами, голыми утёсами, а также узкими и длинными долинами, включающие ледниковые и карстовые формы рельефа. Часто происходят оползни, наводнения и сходы лавин. Дважды (в 1963 и 1966 гг.) сильные бури вызывали оползни, которые приводили к прорыву дамбы Вайонт (на притоке реки Пьяве) и затоплению деревни Лонгароне.
В центральной части имеются снежники и около 40 ледников, самый крупный из которых — Мармолада площадью 3 км². Суммарная площадь оледенения доходит до 9 км².

## Флора и фауна
На нижних частях склонов имеются сосновые и лиственные леса, но большая часть покрыта горными лугами. На большой высоте произрастает сосна горная и сосна кедровая европейская, встречаются пихта белая, лиственница европейская, сосна обыкновенная и сосна чёрная. Лиственные породы: бук, берёза, ива и твёрдая ольха, бобовник, клён, граб, ясень белый и дуб. Весной расцветают более 50 видов орхидеи.
Животный мир представлен сурками, сернами, горными козлами, изредка встречается бурый медведь. Также можно встретить представителей рода хорьков, куниц, зайцев и белок. В небе можно наблюдать тундряных куропаток, орлов и ворон. В лесах нижнего пояса обитают дятлы, глухари и совы. На лугах много бабочек; в горных реках обитает форель.
На территории Доломитовых Альп расположен национальный парк Доломити-Беллунези, а также несколько природных парков.

## История
С мая 1915 по октябрь 1917 года в ходе Первой мировой войны на территории Доломитовых Альп проходили бои между итальянской и австрийской армиями. Фронт делил массив на две части, только в битве у горы Кол-ди-Лана погибло 6400 итальянских солдат и 1800 австрийских военнослужащих. После октября 1917 года итальянцы отступили к реке Пьява, где произошло одно из крупнейших сражений войны — битва при Капоретто.
В ходе противостояния противники прокопали сеть обходных туннелей и окопов, лабиринты которых до сих пор видны в Лагазуи (Lagazuoi), Кастельетто-делла-Тофана (Castelletto della Tofana) и Читта ди гьяччо (Citta di ghiaccio). И без того причудливые скалы несут следы от взрывов бомб и мин того времени.

## Экономика
Доломитовые Альпы являются популярным районом туризма и зимних видов спорта. По главным долинам можно добраться во многие места массива. Курортные посёлки: Кортина-д’Ампеццо, Рокка-Пьеторе, Аллеге, Фалькаде, Ауронцо-Кадоре и Ортизеи, через который проходит узкоколейка. На окраинах массива располагаются города Больцано, Тренто (с запада) и Беллуно (с юго-востока). Бо́льшая часть пиков была впервые покорена английскими альпинистами в 1860-х и 70-х годах.

## Галерея

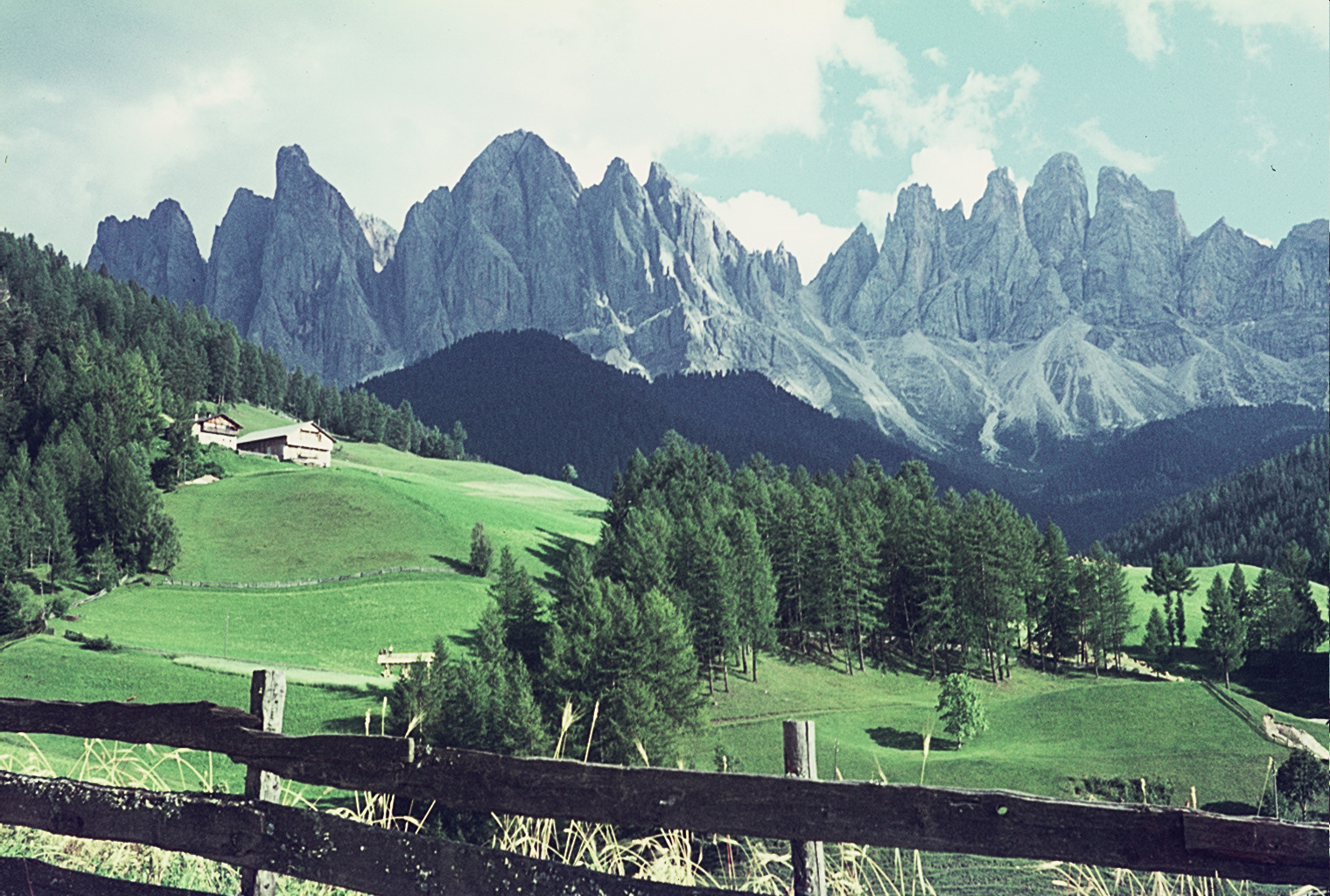
Фунес.
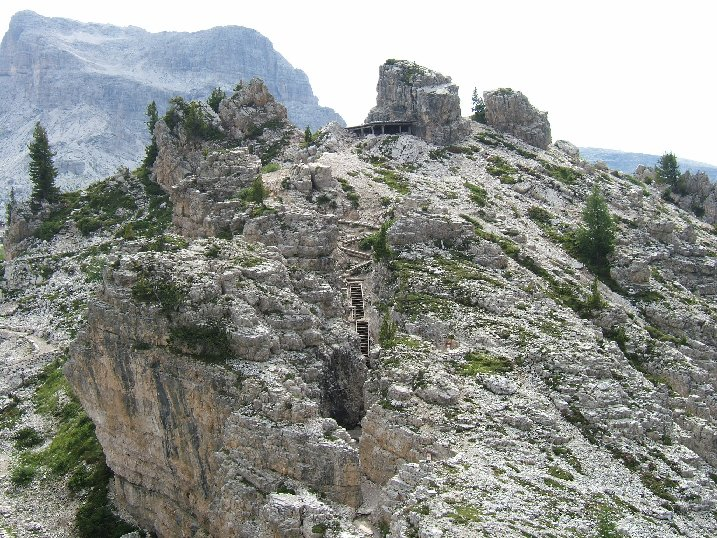
Музей под открытым небом, посвящённый Первой мировой войне на горе 5 Торри. Хорошо видны итальянские окопы и бункеры.
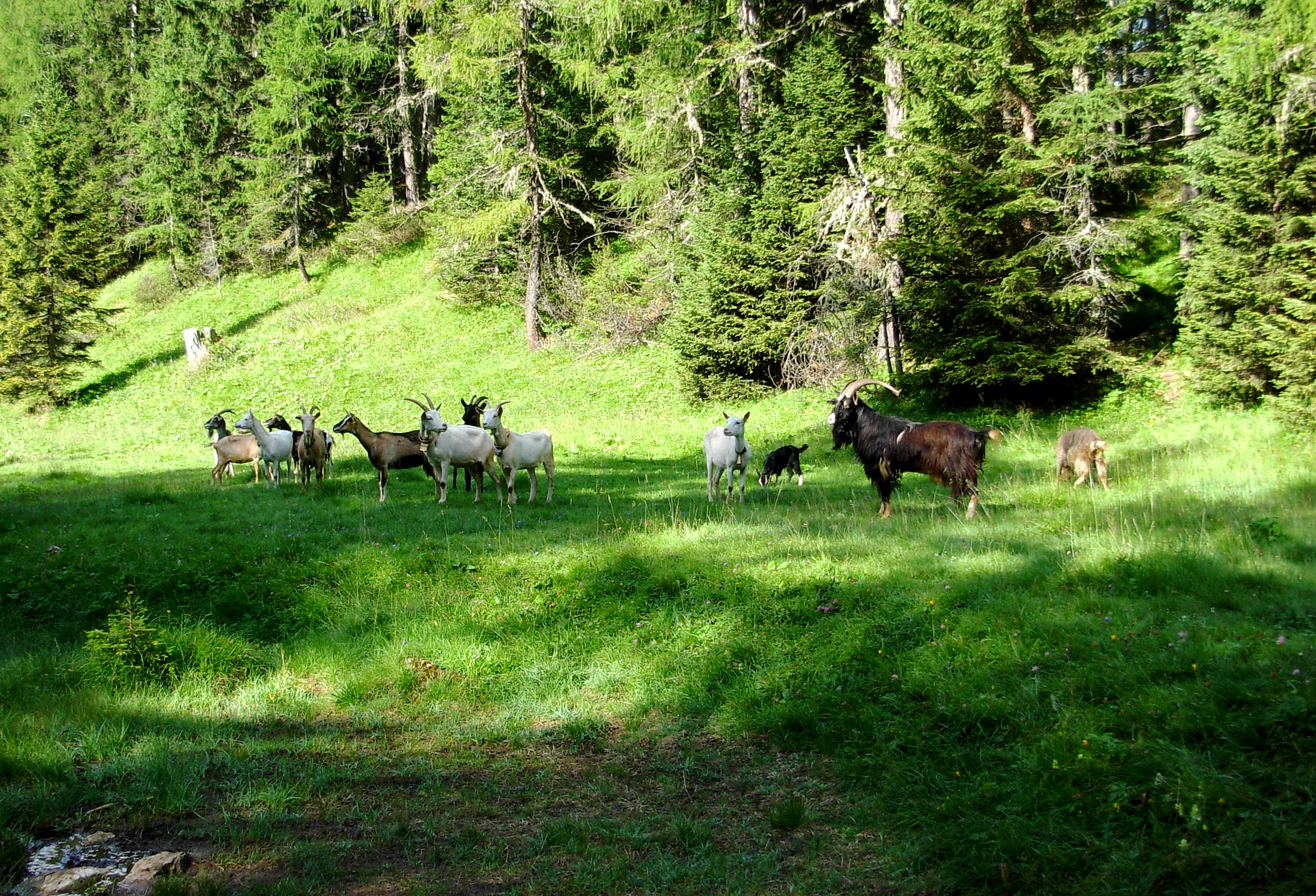
Козы у подножья Пелмо.
Панорама Итальянских Доломитовых Альп в провинции Больцано.
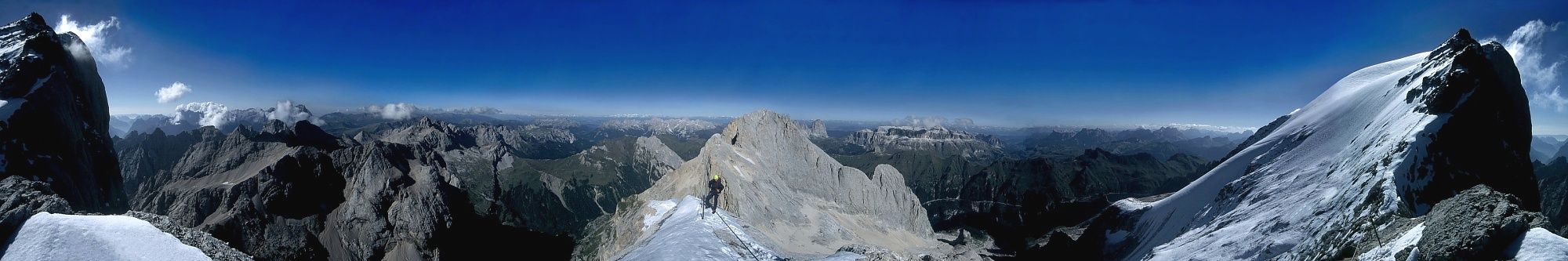
Вид Доломитовых Альп с горы Мармолада.